# Adipocire
Adipocire (Latijn: adeps, adipis = vet / Frans cire = was) of lijkenwas, is een substantie die ontstaat door verzeping uit vetweefsel van een overledene. De vorming van adipocire is een natuurlijk proces dat onder bepaalde omstandigheden optreedt, waarbij het lichaam geheel of gedeeltelijk behouden blijft. Soms kan de overledene na tientallen jaren nog worden herkend door de conserverende effecten van de was. Een lichaam dat op deze wijze geconserveerd is geraakt, is het eindresultaat algemeen gekend als "verzepende dode".
In het verleden werden de doden, waarbij adipocirevorming had plaatsgevonden, beschouwd als heiligen. Het behoud van het lichaam was dan een teken van heiligheid.

## Substantie
Adipocire is zeepachtig, wasachtig en in sommige gevallen een kaasachtige substantie die uit het vet en zachte weefsels van een overleden persoon wordt gevormd. Het is een bijproduct van het natuurlijke proces van decompositie en kan zich in semi-vochtige of zeer natte milieus vormen: "droge" en "natte" adipocire. De substantie kan verschillende consistenties hebben en is op zich onschadelijk.
- Kleur: Adipocire kan een romig witte kleur, grijs, bruin, of een bijna zwartachtige kleur hebben.
- Geur: In een vroeg stadium verspreidt adipocire een scherpe geur gelijkend op ammoniak, hoewel dit moeilijk te onderscheiden kan zijn door de aanwezigheid van andere decompositiegassen zoals rottingsgassen en geuren die van de overledene afkomstig zijn. Later kan adipocire kaasachtig geuren, of juist een zoete geur verspreiden. Ook is het mogelijk dat geurvorming niet aanwezig is.
- Samenstelling: Bij verhitting smelt adipocire als plastic en kan zelfs verbrand worden. De vastheid van adipocire varieert. Het kan aanvoelen als een zeeptablet, halfzacht als een jonge Cheddarkaas en hard en korrelig zoals kaarsvet.

## Het proces van adipocirevorming
Normaal gesproken zal de zichtbare adipocirevorming ongeveer één of twee maanden na de dood beginnen. Als dit proces doorzet zal de uiteindelijke voltooiing van adipocirevorming ongeveer twee jaar duren. Bij lichaamsdelen die ondergedompeld zijn in water kan adipocire zich zelfs binnen drie weken na overlijden vormen.
De glycerolesters waaruit biologische vetten bestaan, worden ontleed door dezelfde reactie die optreedt bij de fabricage van zeep: 'verzeping'. Deze reactie treedt doorgaans op bij het begraven van overledenen in grond waarin het kadaver of lijk niet goed kan verteren, bij gebrek aan vrije zuurstof maar ook in een nat, koel milieu, zoals een waterbegrafenis (een verdrinkingsslachtoffer bijvoorbeeld), een luchtdichte maar vochtige crypte, of een vochtig graf. Ongeacht kist, doodskist of begrafenissluier is adipocirevorming mogelijk in een ondergrondse begrafenis. De mogelijkheid tot adipocirevorming verhoogt als de overledene geheel door een kist wordt omsloten.

### Voorwaarden voor adipocirevorming
Men heeft nog geen goed inzicht in het exacte mechanisme achter het fenomeen van de adipocirevorming. Onder andere is nog geen goed onderzoek gedaan naar de oorzaak van het feit dat adipocirevorming eerder plaats heeft op lichaamsdelen die bedekt zijn met kleding en waarom synthetische materialen zoals polyester meer de adipocirevorming bevorderen dan natuurlijke stoffen zoals katoen. De vorming van adipocire is zeker mogelijk als sprake is van een "katalysator", door één of andere soort van alkalische bron, zoals formaldehyde dat vrij algemeen in balsemvloeistof wordt gebruikt.
De sleutel tot adipocirevorming is dat de bacteriën die het lichaamsvet in adipocire omzetten anaeroob zijn (zonder zuurstof kunnen leven of zuurstof niet kunnen verdragen). Deze bacteriën verteren lichaamsvet en geven als afscheiding adipocire en ammoniakgas. Anaerobe bacteriën kunnen niet goed werken wanneer ze worden blootgesteld aan lucht; dit is dan ook waarom adipocire zich zelden op lichaamsdelen vormt die aan lucht worden blootgesteld.
Een andere factor voor het vormen van adipocire is dat de overledene niet toegankelijk is voor aaseters. Adipocire zal zich niet vormen als de zachte weefsels reeds door andere organismen geconsumeerd zijn.

### Welke weefsels
In alle zachte weefsels kan onder de juiste omstandigheden adipocirevorming plaatsvinden. Het gebeurt met name bij vetweefsel als spierweefsel, maar ook bij zachte orgaanweefsels zoals ogen, hersenen, lever, alvleesklier en het hart. Soms is zelfs al tijdens een autopsie in zieke zachte weefsels en organen, zoals de alvleesklier en de lever, vorming van adipocire waarneembaar. In dit geval zijn deze organen of gedeelten van deze organen weken of zelfs maanden vóór begin van de volledige dood van het lichaam begonnen met af te sterven.

## Adipocirevorming bij pasgeborenen
Een ongeboren baby heeft nog geen darmflora: de darminhoud is dan nog nagenoeg steriel. Als een pasgeborene overlijdt of als een baby dood ter wereld komt, zijn er binnenin het lichaam dus nauwelijks bacteriën aanwezig die het normale decompositieproces in werking kunnen zetten. In plaats daarvan kan het lichaam bijna direct tot adipocirevorming overgaan.

## Moderne overledenenzorg
Mogelijk, onbewust, heeft het zogenaamde "moderne" balsemen en begraven in veel meer adipocirevorming geresulteerd dan anders het geval zou kunnen zijn geweest. Het gebruik van kisten onder de grond en bovengrondse tombes kan het vormen van adipocire ook verhogen, aangezien deze uitvaartmethoden aerobe bacteriën en insecten verhinderen hun levenscycli uit te voeren.
Op dit moment komt men tot de conclusie dat, vooral in landen waar gebruik wordt gemaakt van vormen van balseming en goede doodskisten, vele, zelfs mogelijk de meeste overledenen die de afgelopen eeuw begraven zijn nog intact zijn, wat dan is toe te schrijven aan adipocirevorming. Wat tevens bijdraagt aan de vorming van adipocire is dat veel grond waarin overledenen worden begraven hoogst alkalisch is. Een alkalische omgeving heeft dezelfde werking op het dode lichaam.

## Trivia
In 2008 troffen grafdelvers dit verschijnsel aan op de begraafplaats van Broeksterwoude.